# 마르틴 에를리치
마르틴 에를리치(크로아티아어: Martin Erlić, 1998년 1월 24일~)는 크로아티아의 축구 선수이다. 포지션은 센터백이며, 현재 덴마크 수페르리가의 미트윌란에서 활약하고 있다.